# Hans Wolf (Bildhauer)
Hans Wolf (auch: Hans Wulf und Hans Wulff, * um 1570 in Hildesheim; begraben 29. Dezember 1629 in Obernkirchen) war ein deutscher Bildhauer der Renaissance.

## Leben und Werk
Hans Wolf war der Sohn des Bildhauers Ebert Wolf der Ältere und der Bruder von Ebert Wolf dem Jüngeren sowie Jonas Wolf.
1604 ging er mit seinem Vater und seinen Brüdern nach Bückeburg, um in die Dienste von Graf Ernst III. zu Schaumburg zu treten, seit dem 29. September 1609 war er dort fest angestellt. Seit 1620 ist er in Obernkirchen nachgewiesen, wo er Konsul-Bürgermeister wurde.
Zu seinen bekannten Werken zählen:

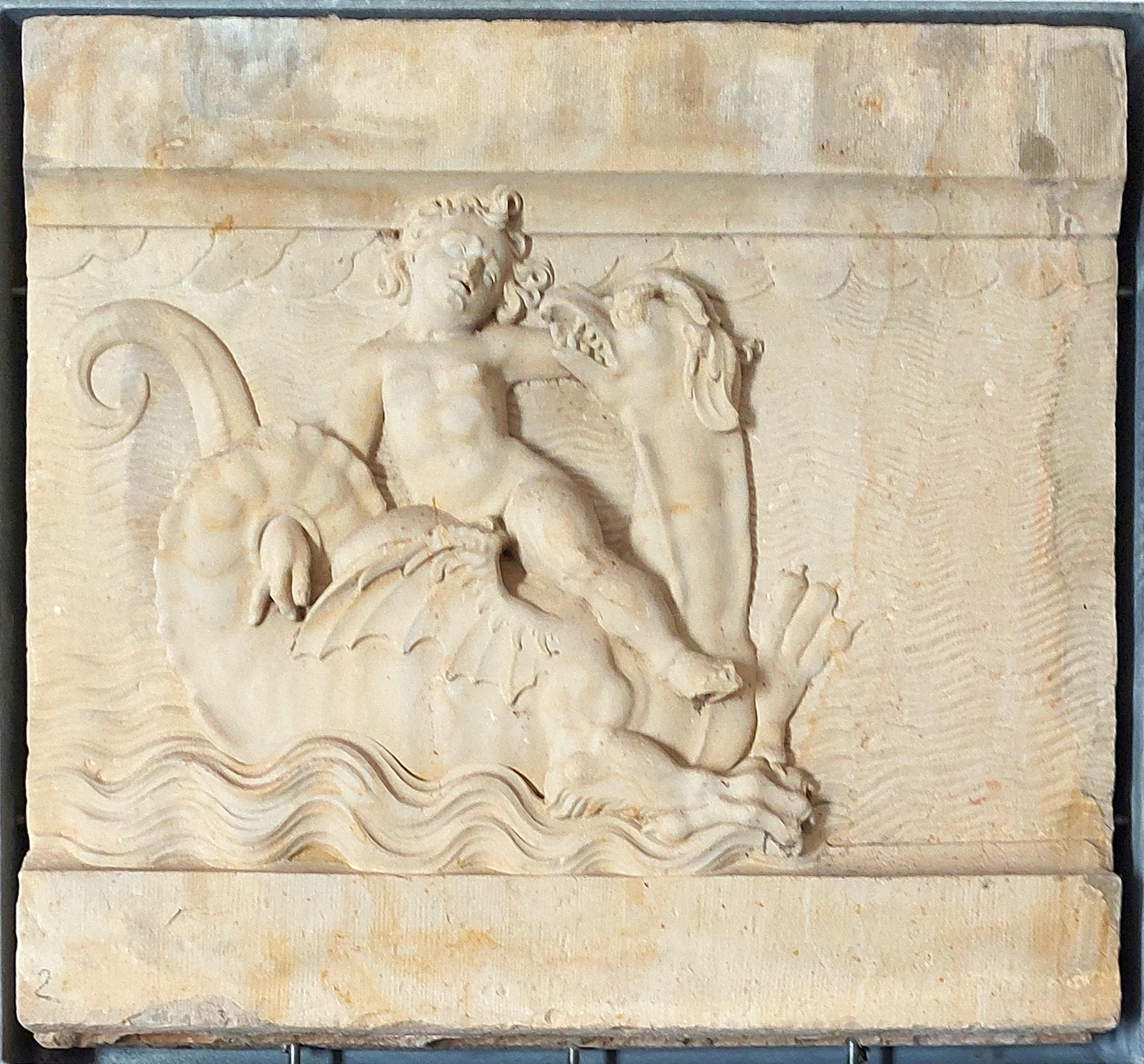
Eine der 8 Brunnentafeln im Schloss Celle (1623–1626)

- 1604–1606: von Hans und Ebert Wolf dem Älteren und Hans Wolf ein für das Bückeburger Schloss geschaffenes Portal, transloziert für die Grotte im Garten von Schloss Baum
- 1613 Bezahlung für zwei Bildwerke und einen Adler für die heute abgebrochene Soldatenpforte in Bückeburg verdingt; Reste davon wahrscheinlich erhalten in den jetzt  vor dem Schloß Baum aufgestellten Figuren von Mars und Venus.
- um 1611/1615, gemeinsam mit Jonas Wolf: Reliefs der Kanzel in der Stadtkirche Bückeburg
- Holzrelief mit der Auferweckung des Lazarus an der Westwand der Stadtkirche Bückeburg
- 1620 Reliefs der Kanzel der Stiftskirche Möllenbeck[1]
- vor 1627 (Fertigstellung) Inschriftentafeln mit Einfassungen für das Mausoleum des Grafen Ernst in Stadthagen
- 1622 (Auftrag); 1623–26 (Ausführung), Monumentalbrunnen für den Schlossgarten in Celle im Auftrag von Herzog Christian von Braunschweig-Lüneburg